# Elliot Caribou
 (avril 2024).
Si vous disposez d'ouvrages ou d'articles de référence ou si vous connaissez des sites web de qualité traitant du thème abordé ici, merci de compléter l'article en donnant les références utiles à sa vérifiabilité et en les liant à la section « Notes et références ».
 (juillet 2020).
Elliot Caribou (Elliot Moose) est une série télévisée d'animation canadienne en 26 épisodes de 20 minutes créée par Jay MacKay d'après les livres pour enfants du même titre d'Andrea Beck (en), et diffusée au Canada sur YTV du 6 septembre 1999 au 20 septembre 2000, et aux États-Unis sur le réseau PBS,.
En France, la série a été diffusée à partir du 21 mars 1999 dans Les Minikeums sur France 3, puis rediffusée sur Tiji en 2001 et Piwi en 2003 et Europe 2 TV en 2005 et Cartoon Network en 2021. Elle reste inédite dans les autres pays francophones.

## Synopsis
Elliot Caribou met en scène un jeune élan nommé Eliott qui part à l'aventure avec ses amis.

### Version française
- Alexandre Ysaye : Elliot